# Batalla de Brest (1592)
La batalla de Brest (en croata: Bitka kod Bresta) se libró el 19 de julio de 1592 entre las fuerzas otomanas dirigidas por Hasan Pasha Predojević, Beglerbeg de Bosnia y las fuerzas imperiales y croatas dirigidas por Tamás Erdődy, Ban de Croacia. La batalla fue parte entre los imperios otomano y Habsburgo.
Las fuerzas otomanas sumaban aproximadamente 7 000-8 000 hombres, mientras que Erdödy contaba con 1 600 infantes y 400 jinetes de Estiria, a los que sumó 500 soldados croatas de su guarnición  y una leva de varios cientos de campesinos croatas. En total, las fuerzas reunidas por Erdödy sumaban aproximadamente 3 000 hombres. Predojević llegó cerca de Brest con el grueso de su ejército el 18/19 julio por la noche, y el 19 de julio  preparó sus fuerzas para el ataque. Las fuerzas croata fueron aplastadas y huyeron del campo de batalla, tras lo que los otomanos atacaron al contingente estirio, derrotándolos también.
Siguiendo estos éxitos, el otomanos comenzaron el sitio de Sisak (Sisak), donde fueron derrotados el 22 de junio de 1593.